# Muntanya Emei
La muntanya Emei és una muntanya situada a la província de Sichuan, a la zona antiga de l'estat de Shu, al sud-oest de la Xina. És una de les quatre muntanyes sagrades del budisme a la zona tradicional Han.

## Patrimoni de la Humanitat

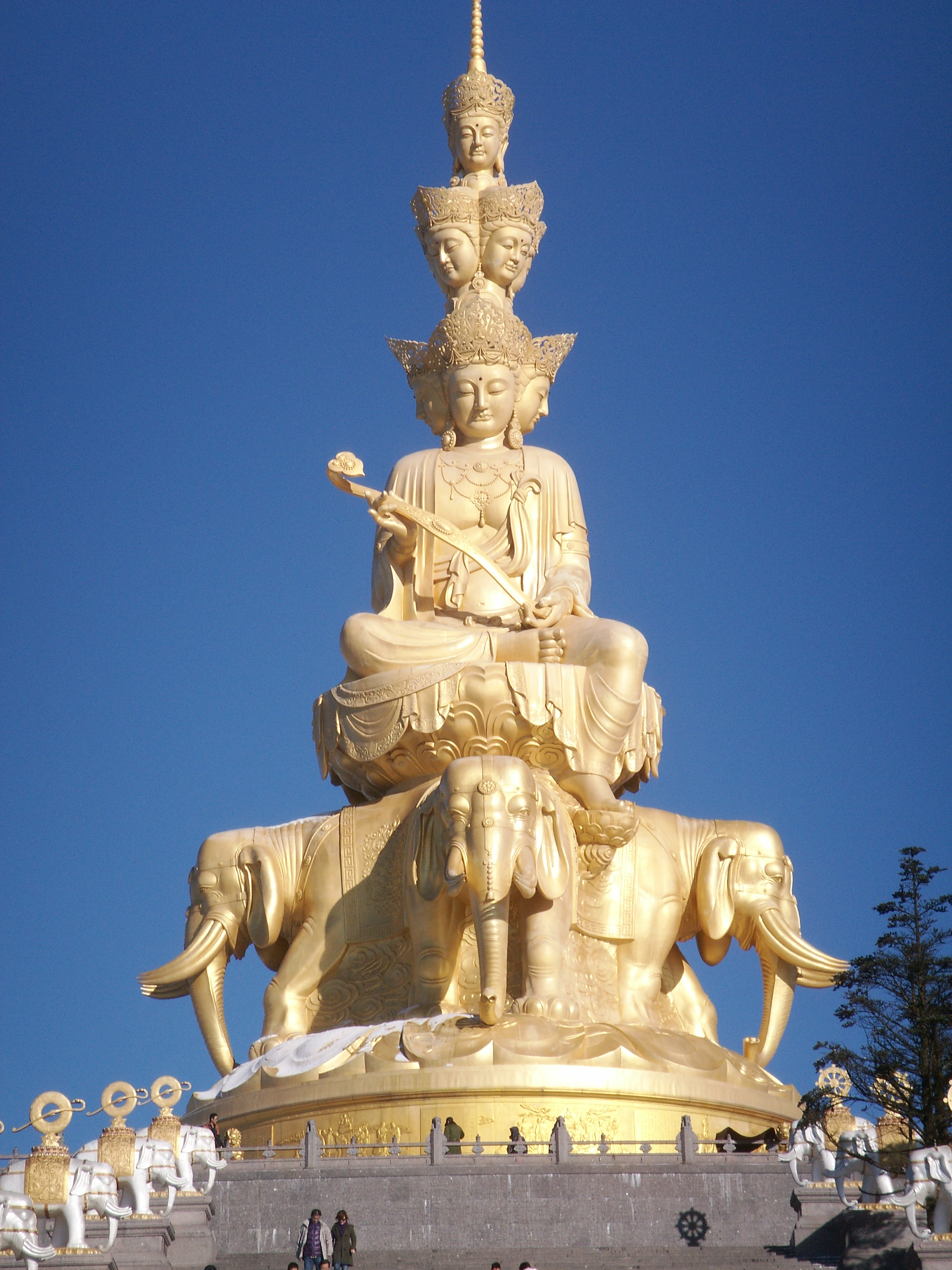
Samantabadra, muntanya Emei (Bodhimaṇḍa de Samantabadra), Quatre Valls

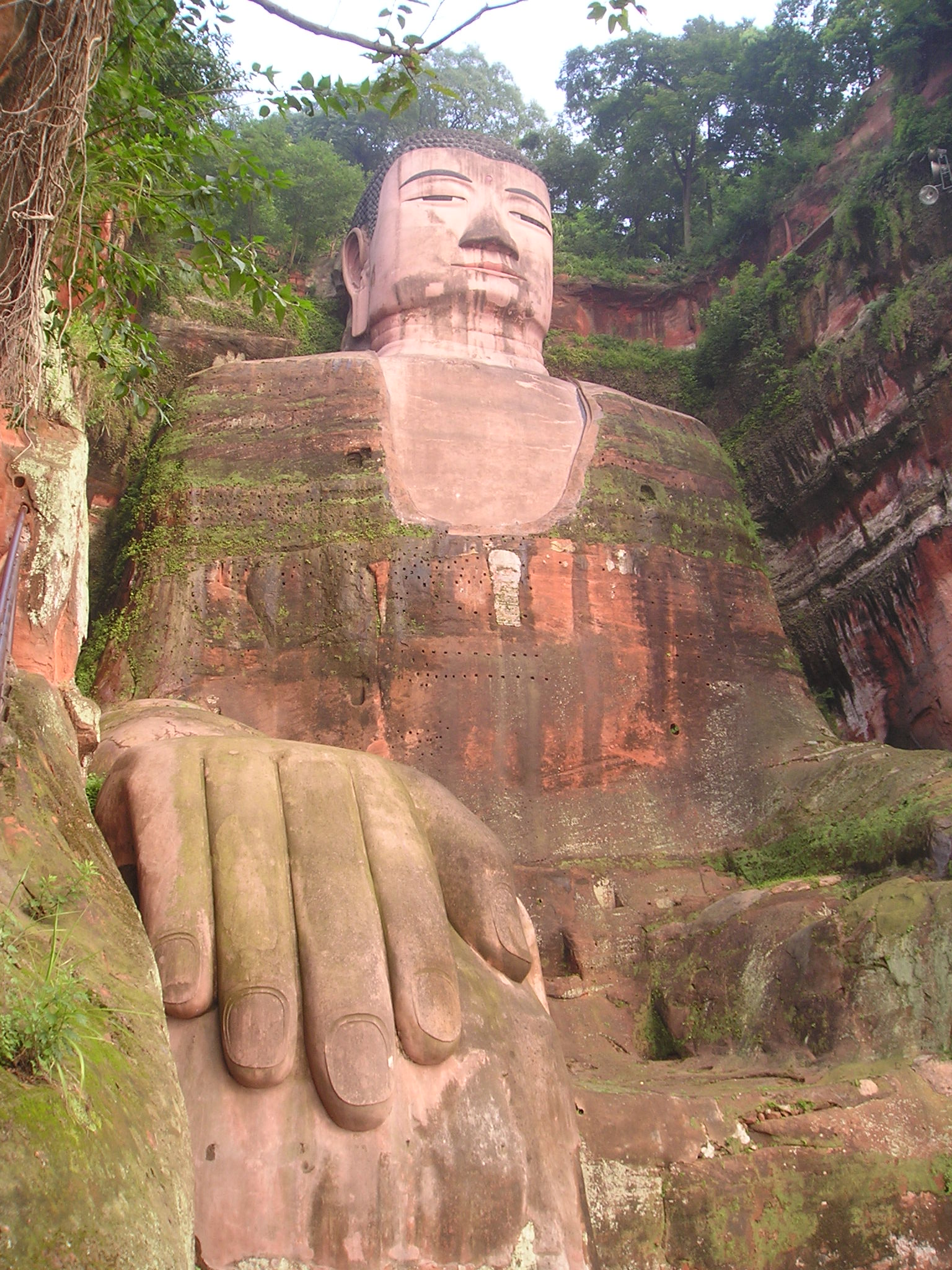
Gran Buda de Leshan, muntanya Emei, Sichuan

La muntanya Emei va ser declarada Patrimoni de la Humanitat per la Unesco a l'any 1996.
Va ser aquí on es va edificar al segle I el primer temple budista de la Xina. La multiplicació posterior de temples va fer d'aquest un dels llocs sagrats més importants del budisme. Amb el pas dels segles s'hi van anar acumulant tresors culturals. El més impressionant és el Gran Buda de Leshan esculpit al segle viii. Aquesta imatge tallada al vessant d'un turó, dominant la confluència de tres rius des dels seus 71 metres d'altura, és l'estàtua de Buda més gran del món. La muntanya Emei es distingeix també per la gran diversitat de la seva flora, que abasta des de les plantes típiques de les zones vegetals subtropicals fins als boscos de coníferes subalpines, on es troben arbres de més de mil anys.

## Budisme
El protector de la muntanya és el bodhisattva Samantabhadra, anomenat en xinès Puxian. En aquesta muntanya es troba el primer temple budista construït a la Xina, al segle I. Aquí es troben també disset monestirs (no adscrits al budisme tibetà) construïts durant el període de la dinastia Qing. La majoria d'ells es troben prop del cim.

## Arquitectura
Aquests cenobis mostren un estil arquitectònic flexible que s'adapta a l'orografia del terreny.
Alguns, com les sales del monestir d'Ofrena Nacional estan construïts sobre terrasses de nivells diferents; d'altres, incloent les estructures del monestir del Tro, estan construïts sobre alts pilars. Aquí es modifiquen els plans dels primitius monestirs budistes per aconseguir aprofitar al màxim l'escenari natural.
Els Edificis de les Síl·labes Nítides es troben en una estreta llengua de terra situada entre el riu Blanc i el riu Negre.

## Paisatge
El cim es troba sovint cobert per boira. Quan les condicions meteorològiques són favorables, de vegades es pot observar la llum de Buda, un fenomen de refracció que es produeix sobre els núvols. Antigament, nombrosos pelegrins es llançaven al buit davant la visió d'aquest fenomen, creient que Buda els estava cridant.

## Fauna
Els visitants de la muntanya Emei és probable que vegin dotzenes dels macacos tibetans que sovint es poden veure prenent el menjar dels turistes. Els comerciants locals venen fruita seca per als turistes per alimentar els micos.

## Flora
La muntanya Emei és coneguda pel seu alt nivell d'endemisme i se n'han descrit aproximadament 200 espècies de plantes de diverses famílies.

## Arts marcials
Alguns documents dels segles XVI i XVII fan referència a la pràctica d'arts marcials als monestirs de la muntanya Emei; les primeres referències n'eren a un monestir Shaolin en el qual es practica aquest tipus d'art.

## Galeria d'imatges

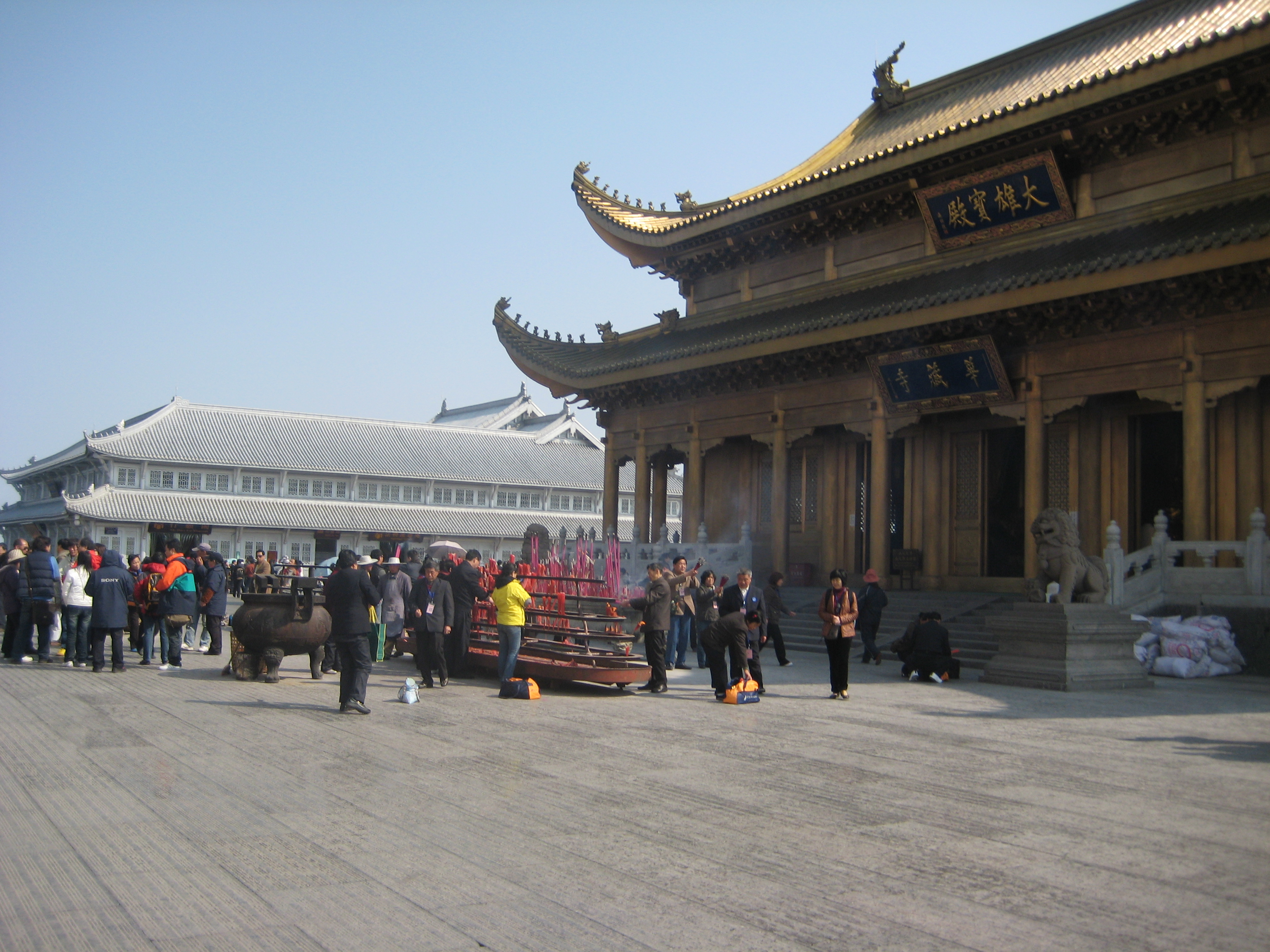
Dos temples al Golden Summit
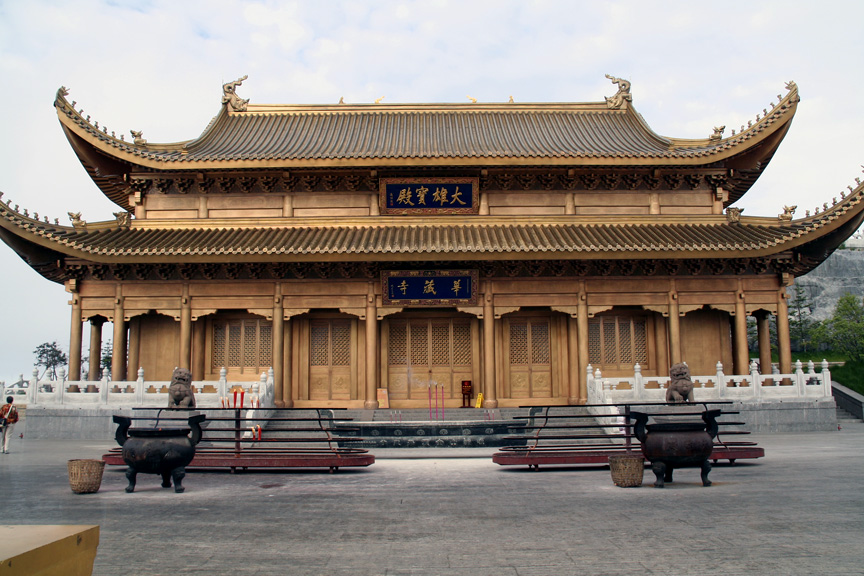
Temple al Golden Summit
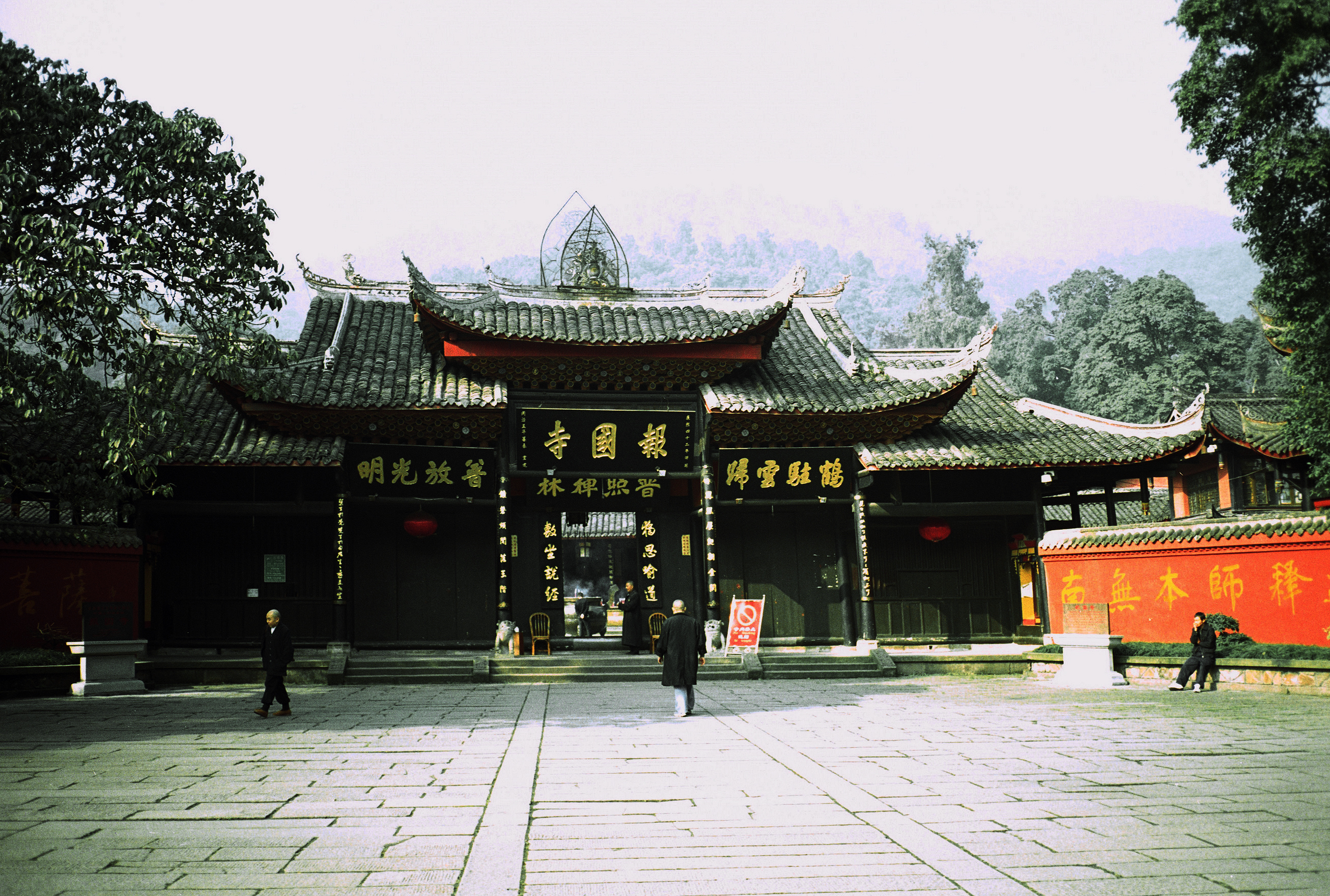
Temple de Baoguosi
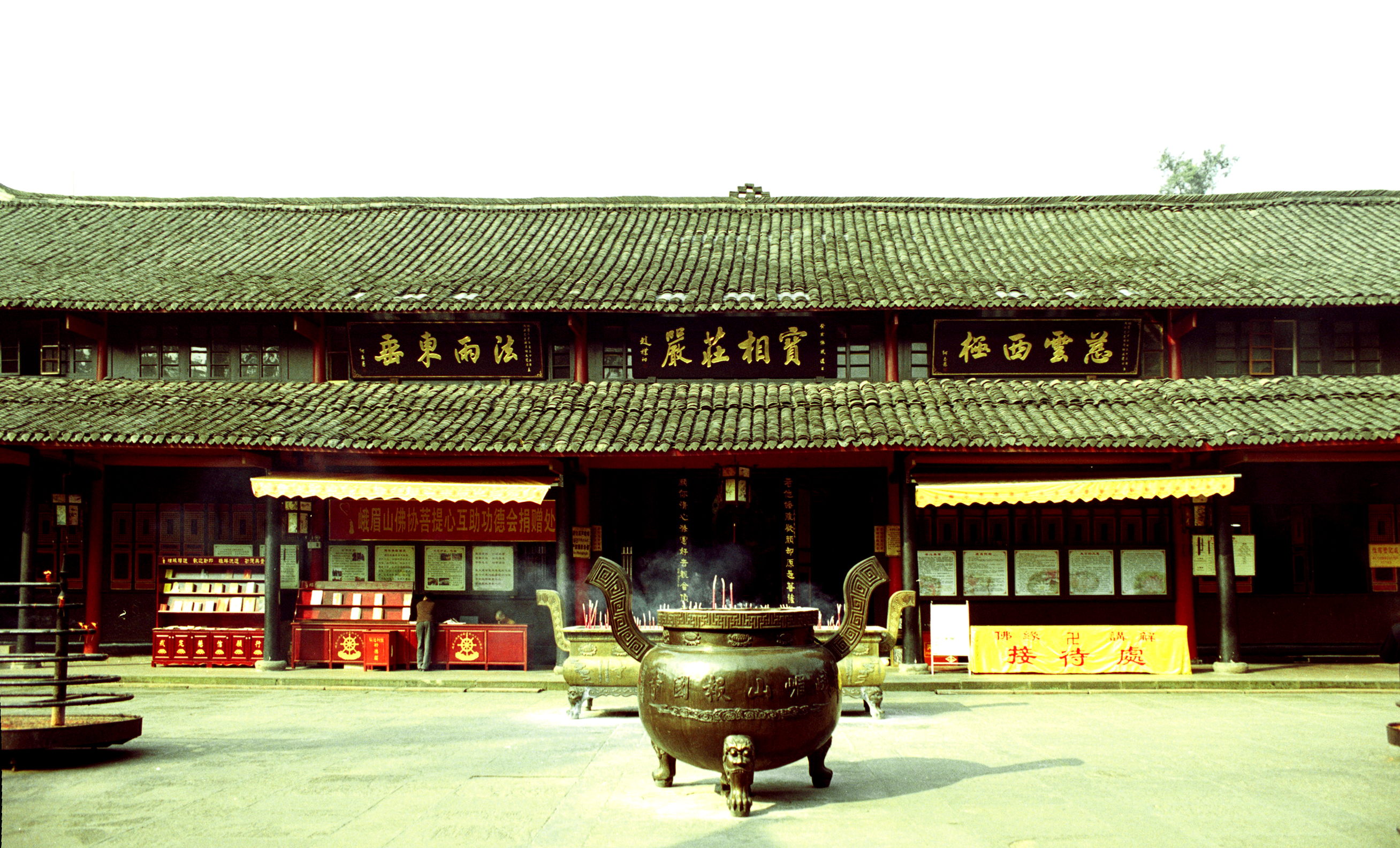
Temple budista a la muntanya Emei
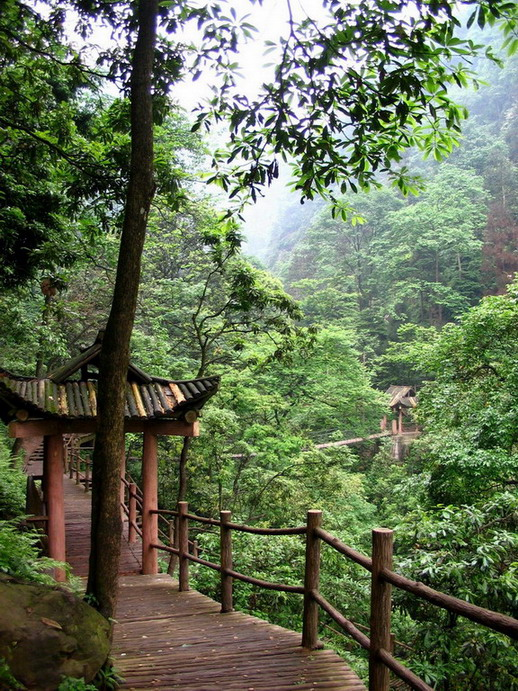
Pont de fusta sobre el Corrent del Vidre
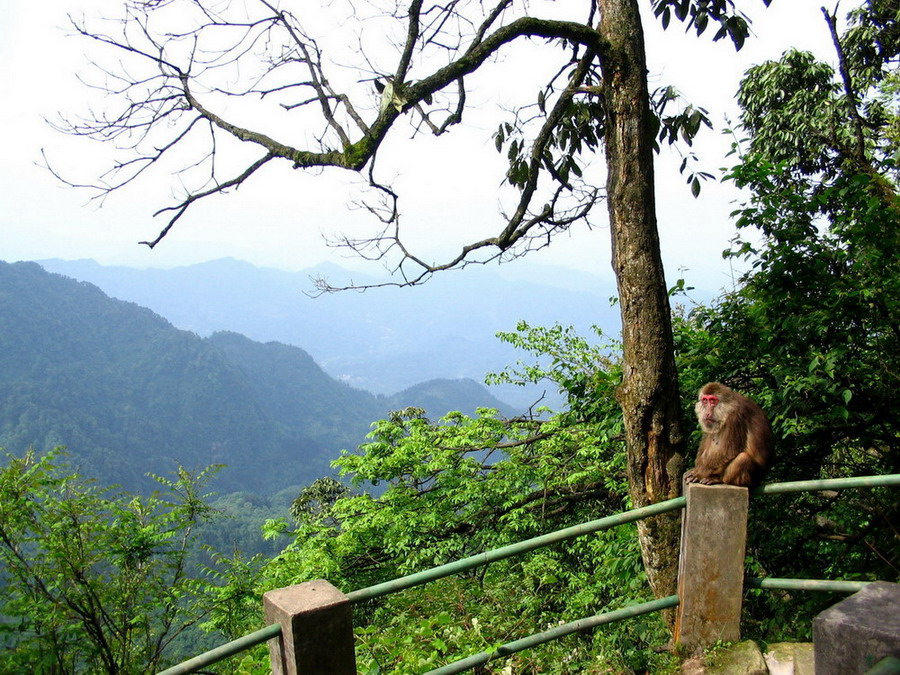
Macaco de la regió
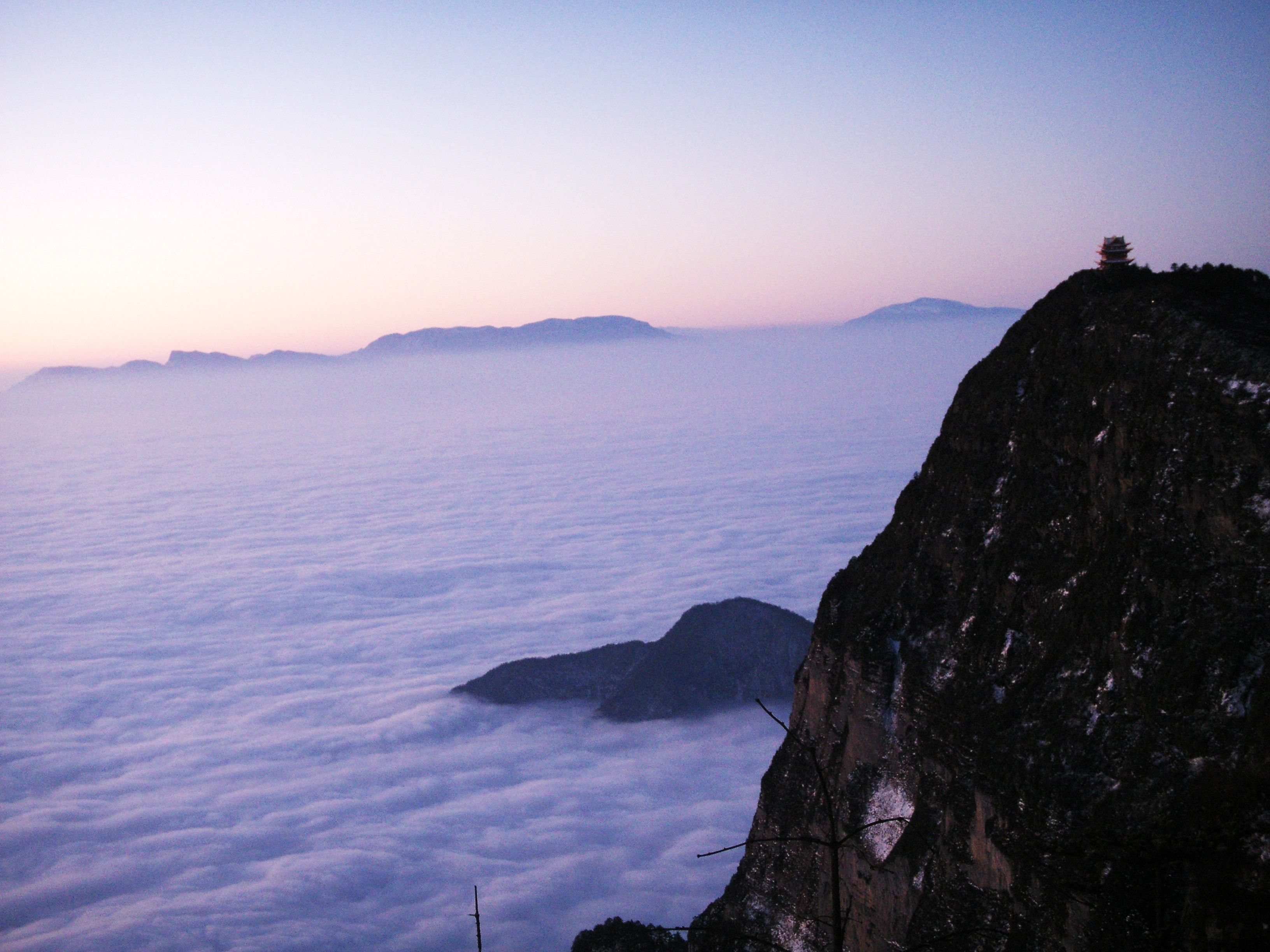
Sortida del sol sobre la muntanya Emei
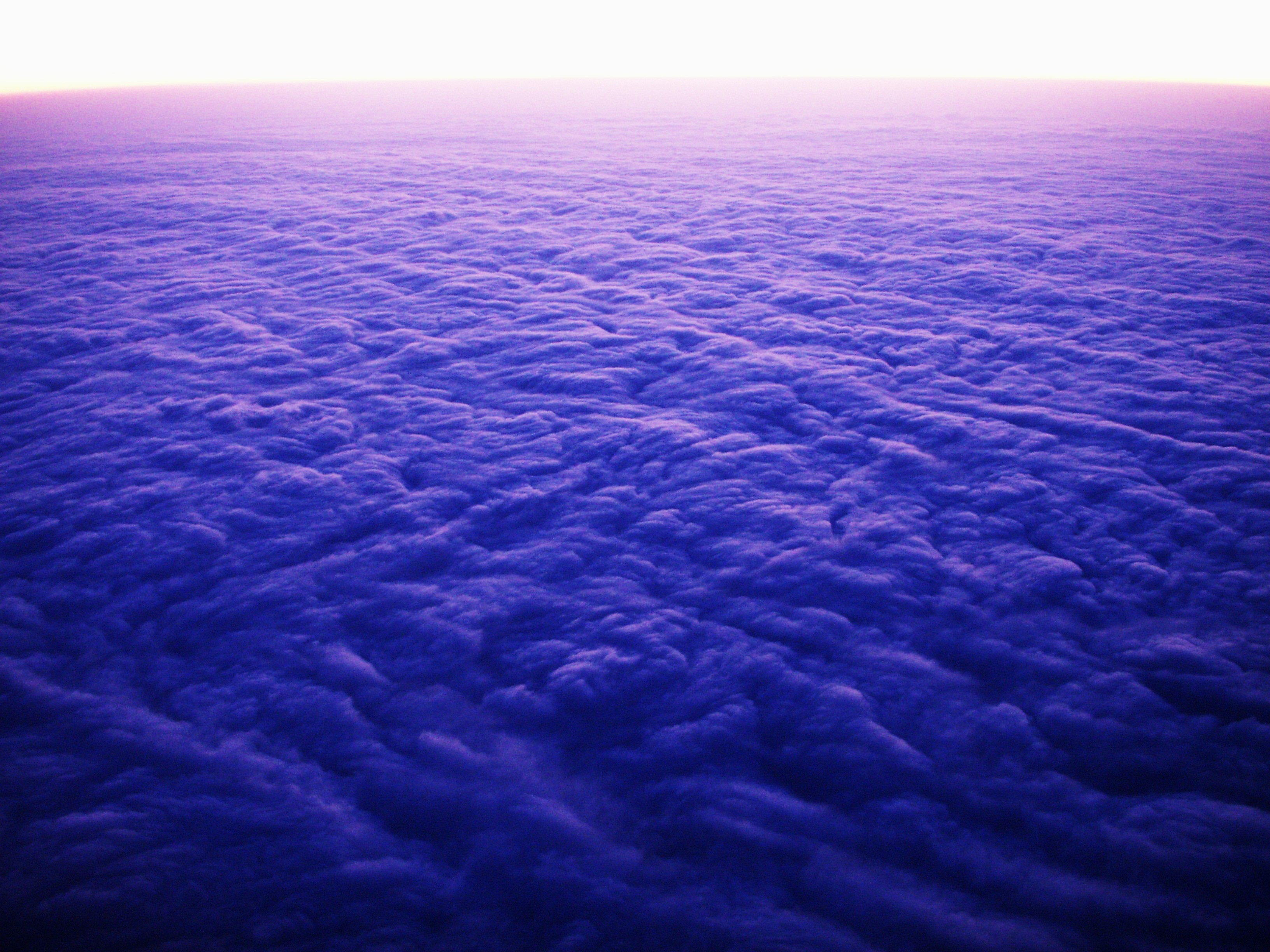
Sortida del sol sobre un mar de núvols
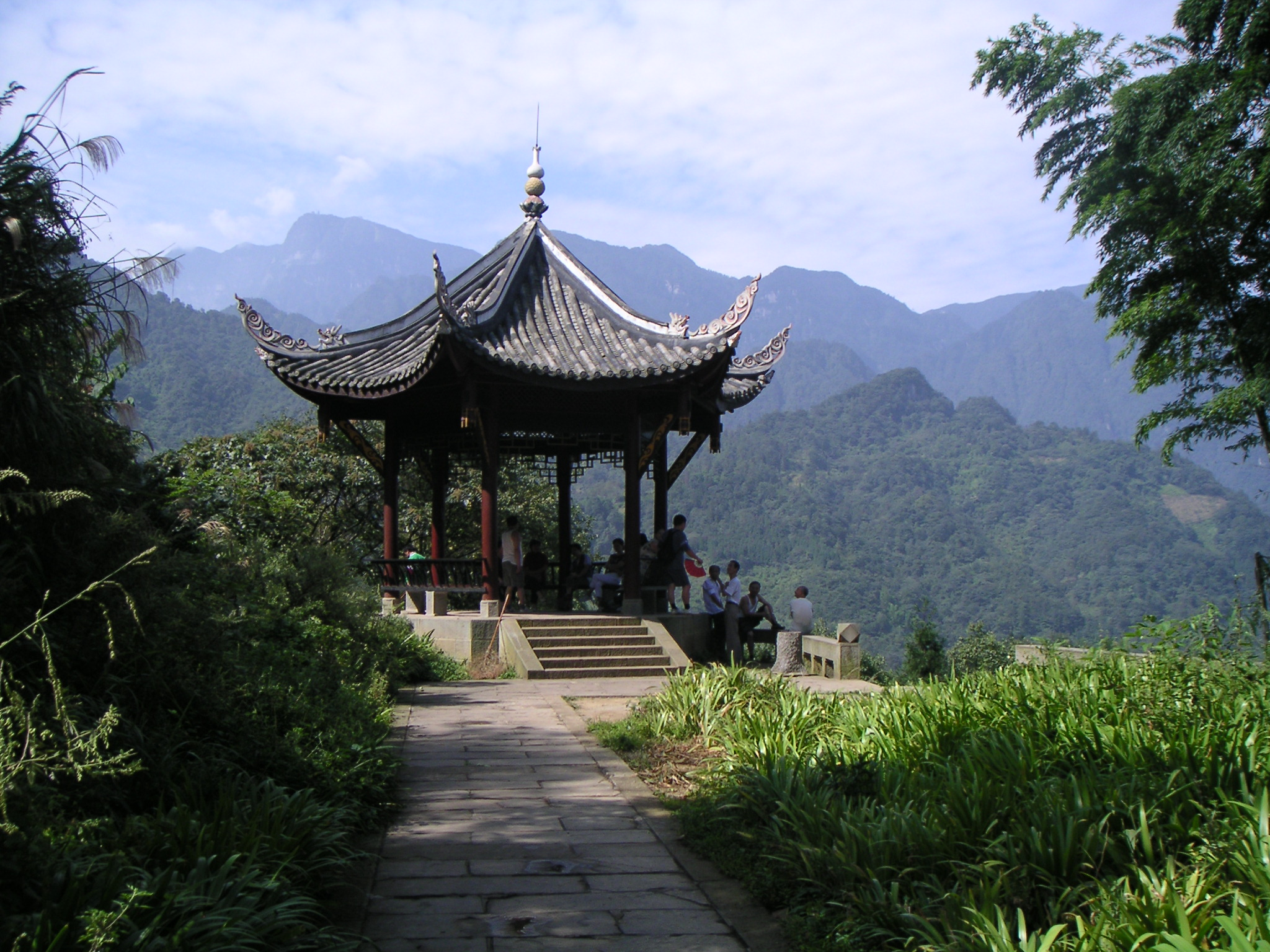
Pavelló Guangfu
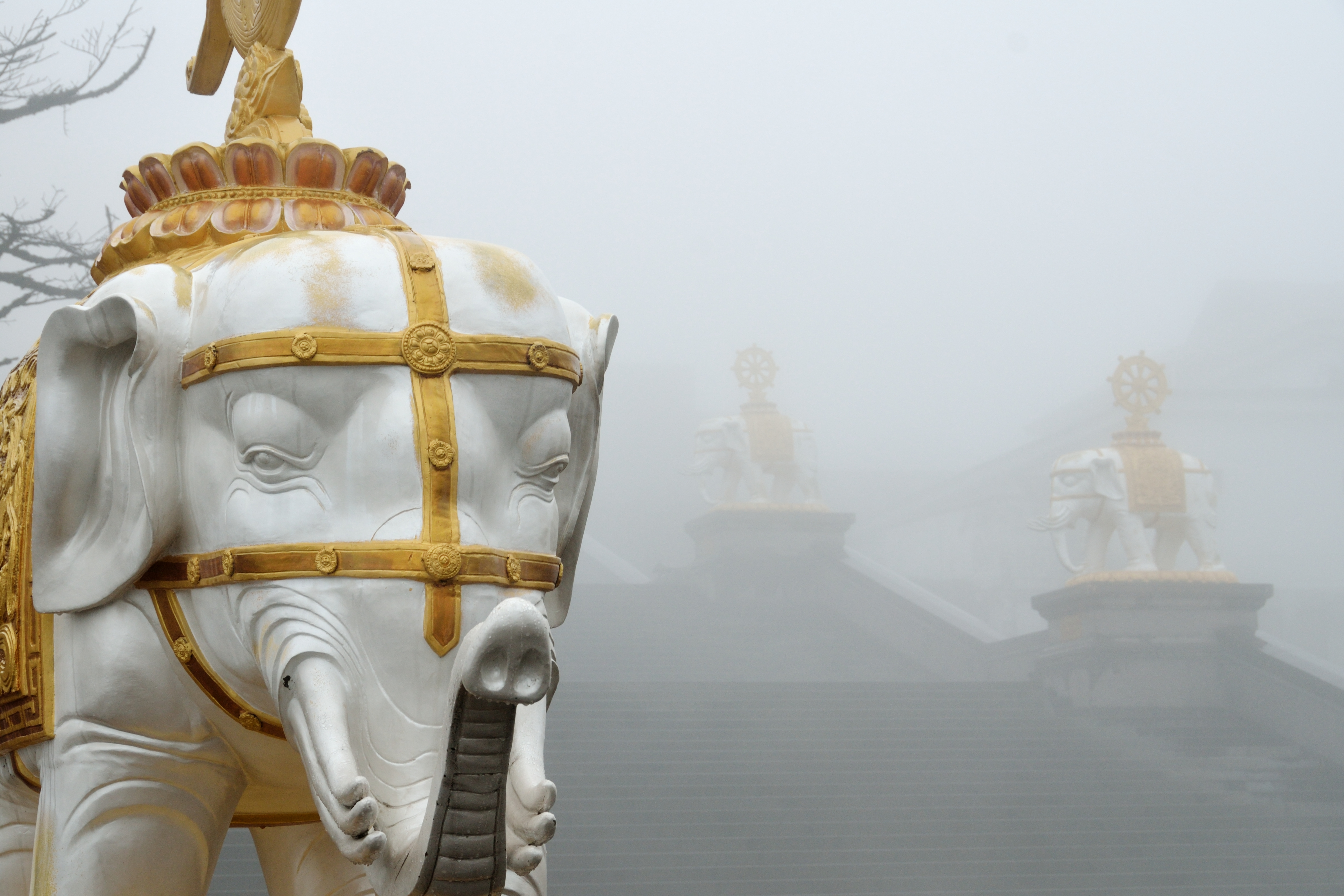
Estàtues d'elefants
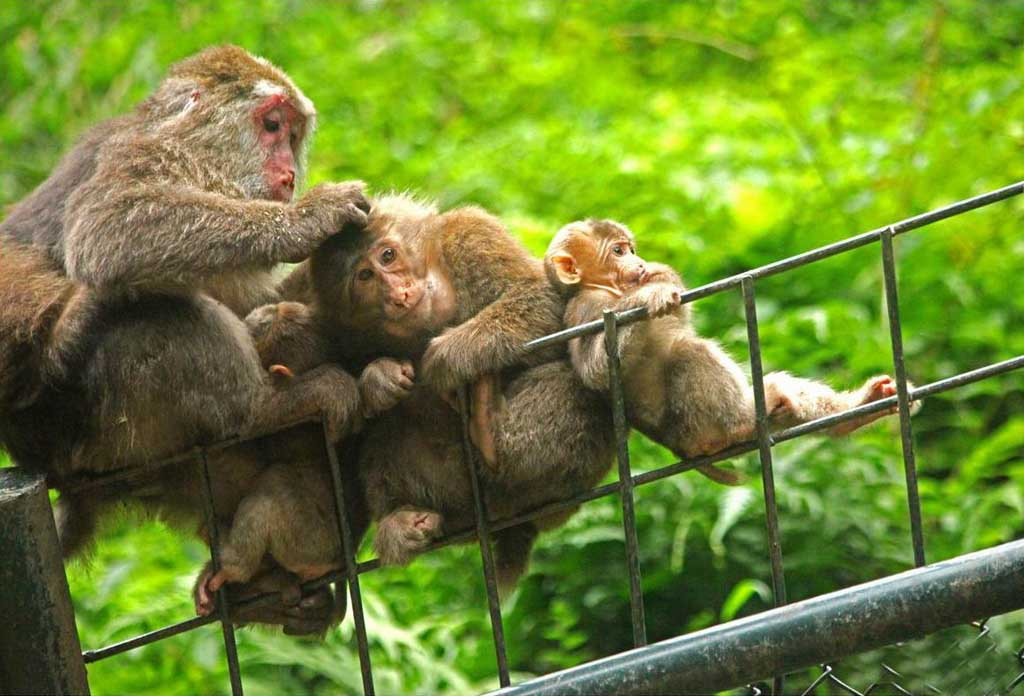
Mones del mont Emei